# Aegyptobia beglarovi
Aegyptobia beglarovi är en spindeldjursart som beskrevs av Livschitz och P. Mitrofanov 1967. Aegyptobia beglarovi ingår i släktet Aegyptobia och familjen Tenuipalpidae. Inga underarter finns listade i Catalogue of Life.